# Walid Daqqa
Walid Daqqa (arabe : وليد دقة), né le 18 juillet 1961 à Baqa al-Gharbiyye (Israël) est un écrivain citoyen arabe d'Israël et militant indépendantiste palestinien, condamné en 1986 pour avoir planifié l'enlèvement et l'assassinat d'un soldat israélien, ce qu'il dément. Il devient écrivain pendant sa détention en Israël, avec une production à l'intersection de la politique, de la philosophie et de la littérature. Walid Daqqa meurt à l’âge de 62 ans d'un cancer en captivité, le 7 avril 2024, après 38 ans d'emprisonnement.

## Biographie
Daqqa est un citoyen arabe d'Israël né le 18 juillet 1961 à Baqa al-Gharbiyye.
Il est arrêté le 25 mars 1986 pour appartenance à une cellule palestinienne affiliée au Front populaire de libération de la Palestine (FPLP) qui a capturé et tué un militaire israélien, Moshe Tamam en 1984,. Daqqa n'a pas été reconnu coupable d'avoir commis le meurtre lui-même (il n'était pas présent), mais d'avoir commandé le groupe, une accusation qu'il a toujours rejetée. En mars 1987, il est condamné à la prison à vie sans possibilité de libération conditionnelle, mais sa peine est ensuite réduite à 37 ans de réclusion en 2012. La date de sa libération est alors fixée au 24 mars 2023. Cependant, le 28 mai 2018, le tribunal de district de Beer-Sheva la repousse de deux ans pour avoir fait passer des téléphones portables en prison,.
Du fait de son statut, un Palestinien avec la citoyenneté israélienne, il est exclu des accords d’échange de prisonniers palestiniens négociés au moment des accords d'Oslo,.
En captivité, il suit une formation universitaire : il obtient une licence et une maîtrise en études démocratiques de l'Université ouverte d'Israël en 2012, un diplôme parallèle en études régionales de l'Université Al-Quds en 2016, et une inscription au doctorat en philosophie de l'Université de Tel-Aviv. Il écrit plusieurs livres dans lesquels il partage sa réflexion  sur le destin politique de son peuple et l’emprisonnement,.
Il se marie en 1999 avec Sanaa Salameh, et le couple a une fille, Milad, née en 2020, conçue après que le sperme de Daqqa ait été sorti clandestinement de sa prison et utilisé pour une insémination artificielle. Sanaa Salameh est détenue par Israël depuis mai 2025. Son arrestation intervient après que le ministre israélien de la Sécurité intérieure, Itamar Ben Gvir, a officiellement demandé le 19 mai au ministre de l'Intérieur Moshe Arbel de l'expulser en vertu d'une loi prévoyant cette mesure pour les familles de présumés « terroristes ». 
En décembre 2022, il est diagnostiqué d'une myélofibrose, une forme rare de cancer de la moelle osseuse,. En mars 2023, son état de santé se dégrade très nettement et il doit être hospitalisé en soins intensifs au centre médical Barzilaï en raison d'une pneumonie aïgue et de problèmes rénaux. Le 12 avril 2023, il subit une ablation d'une partie du poumon droit. Des militants des droits de l'homme déposent alors une demande de libération anticipée pour raisons de santé mais elle est rejetée.
Daqqa décède de complications d'un cancer le 7 avril 2024, à l'âge de 62 ans, après plus de 38 ans d'emprisonnement,. Au moment de sa mort, il était l'un des prisonniers palestiniens les plus connus et les plus anciens détenus par Israël. Amnesty International venait de demander sa libération, affirmant que depuis l'attaque du Hamas le 7 octobre en Israël, il avait été « torturé, humilié, privé des visites de sa famille » et des soins médicaux dont il avait besoin. Après sa mort, le gouvernement israélien refuse de rendre son corps à sa famille et fait détruire la tente funéraire installée dans sa ville natale, dispersant avec violence les visiteurs et arrêtant plusieurs d'entre eux.